# Jinxiang (socken)
Jinxiang (kinesiska: 金乡街道, 金乡) är en socken i Kina. Den ligger i provinsen Shandong, i den östra delen av landet, omkring 190 kilometer söder om provinshuvudstaden Jinan. Antalet invånare är 96 018. Befolkningen består av 46 544 kvinnor och 49 474 män. Barn under 15 år utgör 15,0 %, vuxna 15-64 år 76 %, och äldre över 65 år 7,0 %.
Genomsnittlig årsnederbörd är 685 millimeter. Den regnigaste månaden är juli, med i genomsnitt 197 mm nederbörd, och den torraste är januari, med 3 mm nederbörd.